# 인디애니박스: 셀마의 단백질 커피
《인디애니박스: 셀마의 단백질 커피》는 한국에서 제작된 장형윤 감독의 2008년 애니메이션, 판타지, 멜로/로맨스 영화이다.
대한민국에서는 2008년 6월 20일 개봉하였다.